# Route nationale 643
Die Route nationale 643, kurz N 643 oder RN 643, war eine französische Nationalstraße, die von 1933 bis 1973 zwischen einer Straßenkreuzung mit der ehemaligen Nationalstraße 124 westlich von Auch und einer weiteren mit der ebenfalls ehemaligen Nationalstraße 117 am östlichen Ortsrand von Pau verlief. Ihre Länge betrug 102 Kilometer.